# Lithocarpus oogyne
Lithocarpus oogyne là một loài thực vật có hoa trong họ Cử. Loài này được (Miq.) A.Camus mô tả khoa học đầu tiên năm 1946.